# Edgars Masaļskis
Edgars Masaļskis (né le 31 mars 1980 à Riga en République socialiste soviétique de Lettonie) est un joueur professionnel de hockey sur glace letton. Il évolue au poste de gardien de but.

## Biographie

### Carrière en club
En 1998, il commence sa carrière avec le HK Liepājas Metalurgs. Le club remporte le championnat de Lettonie 2000, 2002 et 2003 ainsi que la Ligue d'Europe de l'Est 2002. Il part alors à l'étranger, d'abord en Suède puis en Russie. Il a également évolué en République tchèque, Suisse, Allemagne et Biélorussie. Il décroche la Coupe continentale 2007 avec le HK Iounost Minsk.
Le 7 janvier 2010, alors qu'il porte les couleurs du Dinamo Riga, il inscrit le but de la victoire 4-2 chez l'Amour Khabarovsk dans la KHL.

### Carrière internationale
Il représente la Lettonie au niveau international. Il a participé aux sélections jeunes. Il prend part à de nombreuses éditions des Championnats du monde, le premier en 2002. Il est sélectionné pour les Jeux olympiques de 2002, 2006 et 2010.

## Trophées et honneurs personnels

### Championnat de Lettonie
- 2001 : nommé meilleur gardien de but.
- 2002 : nommé meilleur gardien de but.

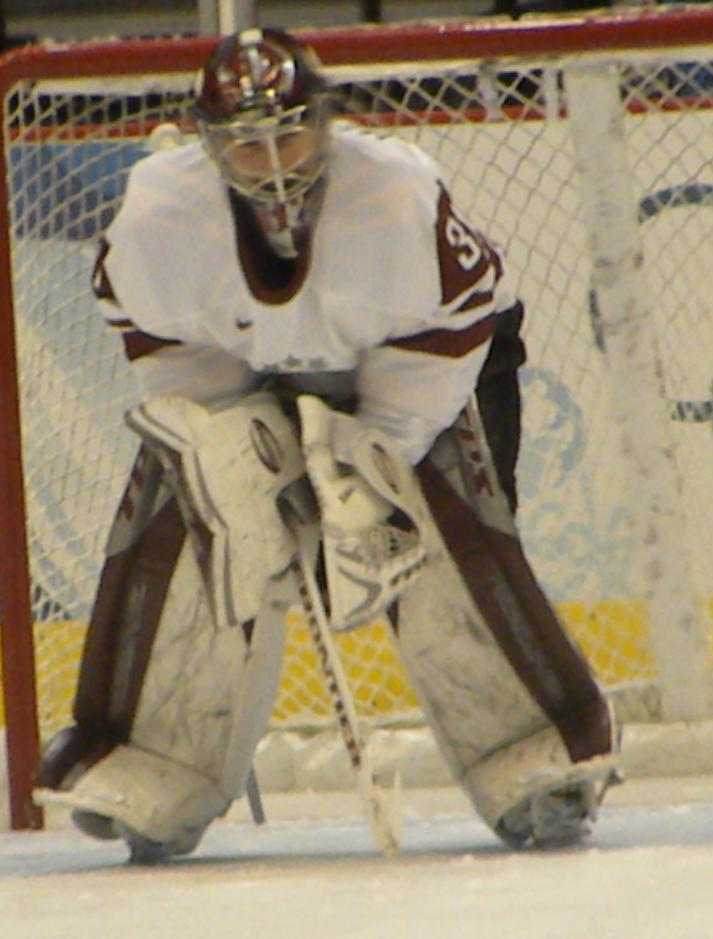
Masaļskis avec la Lettonie.